# Gyerünk a börtönbe!
A Gyerünk a börtönbe! (eredeti cím: Let's Go to Prison) 2006-ban bemutatott amerikai vígjáték Bob Odenkirk rendezésében. A főbb szerepekben Dax Shepard, Will Arnett és Chi McBride látható.
2006. november 17-én muatták be a mozikban. 

## Történet
John Lyshitski többszörös visszaeső bűnöző. Fiatal kora óta szinte folyamatosan börtönben ül. Mindig ugyanaz a bíró, Nelson Biederman III hozott ítélet az ő ügyeiben, ezért szabadulása után úgy dönt, keresztbe tesz neki. Közben kiderül, hogy egy hete meghalt már. A temetésén meglátja a bíró fiát, Nelson Biederman IV-et, és elhatározza, hogy a fiú fog bűnhődni apja tetteiért. Az autójába kábítószert rejt, a fiút börtönbe zárják. Lyshitski elkövet egy bűntényt, és a Rossmore Fegyintézetbe kéri elhelyezését, ahol végül Biedermann cellatársa lesz.

## Szereplők
| Szerep              | Színész         | Magyar hang (1.) | Magyar hang (2.) |
| ------------------- | --------------- | ---------------- | ---------------- |
| John Lyshitski      | Dax Shepard     | Bozsó Péter      | Bozsó Péter      |
| Nelson Biederman    | Will Arnett     | Széles Tamás     | Hevér Gábor      |
| Barry               | Chi McBride     | Bognár Tamás     | Kerekes József   |
| Shanahan            | David Koechner  | Bácskai János    | Kapácsy Miklós   |
| Börtönigazgató      | Dylan Baker     | Czvetkó Sándor   |                  |
| Lynard              | Michael Shannon | Vári Attila      | Bácskai János    |
| Jesus               | Miguel Nino     |                  |                  |
| Icepick             | Jay Whittaker   | Breyer Zoltán    |                  |
| Eva Fwae Wun bírónő | Amy Hill        | Bókai Mária      |                  |
| Biederman bíró      | David Darlow    |                  |                  |
| Zálogos             | Joseph Marcus   |                  |                  |
| John 8 évesen       | Nick Phalen     |                  |                  |
| John 18 évesen      | A.J. Balance    |                  |                  |
| Breen, őr           | Jerry Minor     |                  |                  |
| Idős csaposnő       | Mary Seibel     | Várnagy Kati     |                  |
| Duane               | Bob Odenkirk    | Beratin Gábor    |                  |
| Reggie              | Anthony Irons   | Janovics Sándor  |                  |
| Bill                | Robert Gerdisch | Dene Tamás       |                  |

## Forgatási helyszínek
- Chicago, Joliet, Joliet Correctional Center
- Chicago, Collins utca